# Dibble
Dibble és un poble dels Estats Units a l'estat d'Oklahoma. Segons el cens del 2000 tenia 289 habitants.

## Demografia
Segons el cens del 2000, Dibble tenia 289 habitants, 111 habitatges, i 84 famílies. La densitat de població era de 41,9 habitants per km².
Dels 111 habitatges en un 36% hi vivien nens de menys de 18 anys, en un 58,6% hi vivien parelles casades, en un 11,7% dones solteres, i en un 24,3% no eren unitats familiars. En el 20,7% dels habitatges hi vivien persones soles el 4,5% de les quals corresponia a persones de 65 anys o més que vivien soles. El nombre mitjà de persones vivint en cada habitatge era de 2,6 i el nombre mitjà de persones que vivien en cada família era de 3.
Per edats la població es repartia de la següent manera: un 28% tenia menys de 18 anys, un 8% entre 18 i 24, un 29,1% entre 25 i 44, un 26% de 45 a 60 i un 9% 65 anys o més.
L'edat mediana era de 36 anys. Per cada 100 dones de 18 o més anys hi havia 100 homes.
La renda mediana per habitatge era de 30.781 $ i la renda mediana per família de 35.000 $. Els homes tenien una renda mediana de 30.000 $ mentre que les dones 14.286 $. La renda per capita de la població era de 16.609 $. Entorn del 10,6% de les famílies i el 10,1% de la població estaven per davall del llindar de pobresa.

## Poblacions més properes
El següent diagrama mostra les poblacions més properes.